# Jesús Rodríguez Escorcia
Jesús Rodríguez (Palmar de Varela, Atlántico, Colombia, 27 de octubre de 1993) es un futbolista colombiano. Juega de delantero.

## Carrera
Jesús Rodríguez formó parte del equipo sub-20 de Junior que fue subcampeón del Campeonato Postobón sub-20 2013. En la final ante Deportes Tolima marcó los dos goles del empate 2-2 en el juego de ida en el Metropolitano de Barranquilla, uno de tiro libre y otro de penalti. Al año siguiente pasó a jugar con el Barranquilla FC, equipo en el que ya lleva cuatro temporadas.
El primer semestre de 2016 es ascendido del Barranquilla F.C al Junior F.C por orden del técnico Alexis Mendoza.
Debuta con Junior el 21 de mayo del 2016, en la victoria del Junior 2-1 sobre Cortuluá, entró al minuto 88 por Jorge Aguirre.
El 24 de enero de 2017 Junior de Barranquilla, equipo dueño de sus derechos deportivos confirmó en su cuenta oficial de Twitter que el delantero sería cedido en calidad de préstamo al Club Llaneros de la Primera B colombiana.

## Clubes
| Club                    | País     | Año         |
| ----------------------- | -------- | ----------- |
| Junior                  | Colombia | 2013        |
| Barranquilla F. C.      | Colombia | 2014 - 2015 |
| Junior                  | Colombia | 2016        |
| Llaneros (cesión)       | Colombia | 2017        |
| Atlético F. C. (cesión) | Colombia | 2018        |

## Palmarés

### Campeonatos nacionales
| Título             | Club   | País     | Año  |
| ------------------ | ------ | -------- | ---- |
| Campeonato Juvenil | Junior | Colombia | 2011 |